# افلیکشن
افلیکشن (انگلیسی: Affliction) شرکت تجهیزات ورزشی آمریکایی است، که در سال ۲۰۰۵ تأسیس شد.